# Conferenza mondiale dei popoli sui cambiamenti climatici e i diritti della madre Terra
La prima Conferenza mondiale dei popoli sui cambiamenti climatici e i diritti della madre Terra (Conferencia mundial de los pueblos sobre el cambio climático y los derechos de la madre Tierra, sigla CMPCC), convocata dal presidente boliviano Evo Morales, si è tenuta a Cochabamba, in Bolivia, dal 20 al 22 aprile del 2010.
L'organizzazione dell'evento ha previsto la costituzione di 17 gruppi di lavoro che si sono occupati delle cause strutturali dei danni all'ambiente e parte da una forte denuncia del capitalismo. Tra i temi trattati: armonia con la natura e benessere, diritti della "madre Terra", "rifugiati climatici", referendum sul cambiamento climatico, popoli indigeni, debito ambientale, visione condivisa, protocollo di Kyoto, accordi sulla riduzione delle emissioni di anidride carbonica, adattamento, finanziamento, trasferimento di tecnologia, boschi e cammino climatico, pericoli del mercato del carbonio, strategia ed azione. 
Le linee proposte dai tavoli di lavoro dovranno essere definite e fatte proprie dai "Países de los cinco continentes en defensa del planeta y de la vida".
Tra i principali punti che sono stati discussi a Cochabamba vi sono: la proposta di creare un "Tribunale di giustizia climatica", l'approvazione di una Dichiarazione universale dei diritti della madre Terra,  da sottoporre all'Assemblea generale delle Nazioni Unite, la proposta di un referendum mondiale sul cambiamento climatico e la richiesta di riconoscimento di un debito ecologico e climatico del Nord nei confronti del Sud del mondo.
Al termine dei lavori della conferenza è stato lanciato il "referendum mondiale" sull'ambiente che da tenersi in coincidenza con la prossima Giornata della terra, il 22 aprile del 2011.
Il referendum mondiale è un'iniziativa distinta: la consultazione, le cui modalità sono ancora da definire, sarà organizzata in alcuni paesi con l'appoggio ufficiale dei governi, in altri attraverso i movimenti, i sindacati e le Ong. Il referendum dovrebbe affrontare alcuni quesiti che riguardano:
- l'abbandono della modalità di sovrapproduzione e sovracconsumo per ristabilire l'armonia con la natura,
- il trasferimento delle spese di guerra alla difesa del pianeta,
- il tribunale di giustizia climatico per giudicare chi distrugge la "madre Terra".